# Дорджі Вангмо
Дорджі Вангмо (англ. Dorjee Wangmo) — бутанська політична діячка, член Національної асамблеї Бутану з жовтня 2018 року.

## Освіта
Має ступінь бакалавра комп'ютерних наук.

## Політична кар'єра
До вступу в політику вона працювала у сфері інформаційно-комунікаційних технологій.
Вангмо була обрана до Національної асамблеї Бутану кандидатом від партії Druk Nyamrup Tshogpa від округу Сомбайха на виборах 2018 року. Вона отримала 1536 голосів і перемогла Тхеванга Рінзіна, кандидата від Druk Phuensum Tshogpa — Партії миру та процвітання.